# Papa Paul al V-lea
Papa Paul al V-lea (n. 17 septembrie 1552, Roma, Statele Papale – d. 28 ianuarie 1621, Roma, Statele Papale), născut cu numele Camillo Borghese, a fost un papă al Romei de la 16 mai 1605 până la sfârșitul vieții.